# Los Freus

Mapa que muestra todos los islotes del estrecho de los Freus.

Los Freus[cita requerida] (en catalán: es Freus) es el estrecho existente entre las islas españolas de Ibiza y Formentera, en Baleares, constituido por varios islotes separados. La distancia total entre la punta meridional de Ibiza y la isla de Espalmador es de 6,3 km. Es el paso obligado entre el puerto de Ibiza y el de La Sabina en Formentera, o de Ibiza hacia poniente. El nombre proviene del latín fretu, que significa "estrecho". Antiguamente, y de cierto uso entre los formenteranos, se llamaba ses Portes. Toda la zona forma parte de la reserva marina del parque natural de las Salinas.
Se trata de un área desprotegida de los vientos, con poca profundidad y con corrientes de irregular dirección e intensidad. Los grandes temporales, especialmente de poniente y gregal, convierten Los Freus en un paso de navegación difícil y motiva la incomunicación de Formentera en algunas épocas del año. A lo largo de la historia se han registrado varios naufragios.
Se distinguen diferentes pasos. Los islotes y los Freus son, de norte a sur:
- Punta de ses Portes, en Ibiza, entre la playa de Las Salinas y la playa de Es Cavallet:
  - El Freu de ses Portes
- Isla de en Caragoler:
  - El Freu Pequeño
- Isla de los Ahorcados, y a poniente las islas Negras:
  - El Freu Grande
- Isla de los Cerdos:
  - El Freu de Faro
- Espalmador:
  - El Paso
- Punta des Trucadors, en Formentera.
  - Sólo el Freu Grande es practicable para la navegación de carga y pasaje, y el Freu Pequeño para embarcaciones pequeñas.

Es Freu de ses Portes es el paso entre la Punta de ses Portes, la más meridional de Ibiza, y la isla de Caracolero al sur. Es navegable solo en calma y por embarcaciones muy pequeñas.
Es Freu Petit , o de Enmedio, es el paso entre la isla de Caracolero, al norte, y la isla de Es Coljats y las islas Negras, al sur. Solo es navegable de día con buen tiempo. La sonda máxima es de 4m. Al suroeste de la isla de Caracolero Petit, se encuentra la seca de sa Barqueta, un niello que está a flor de agua. Al noroeste de la isla Negra Grossa, se encuentra la seca del Entendimiento, un bajo con fondo de piedra y un metro de sonda.
Es Freu Gros , o es Freu Gran, es el paso entre la isla des Penjats, la más meridional de Ibiza, y la des Porcs, la más septentrional de Formentera. El canal tiene menos de una milla de ancho. Las dos manzanas están unidas por la barra del Freu, un bajo de 250 m de ancho y un fondo variable entre 6 y 8 m de sonda. En la barra domina el fondo de piedra con algunas zonas de algas o de arena. La zona, de gran tráfico en verano, está señalizada por:
- El faro de la isla de Es Penjats está situado al sur de la isla, de 29 m de altitud.
- La baliza de poniente estaba situada al sur de la isla Negra Petita marcando el bajo de Es Coljats de 4,5 m de sonda. Ha desaparecido varias veces a causa de los temporales.
- La baliza des Freus, en el centro, marca el bajo de Pou con 6,1 m de sonda.
- El faro de Pou está en la isla de Es Porcs, de 31 m de altitud.

Otros topónimos menores son Freu des Far entre la isla des Porcs y Espalmador, y es Freuets, una zona de arrecifes al este de la isla des Porcs. Finalmente, es Pas, entre la isla del Espalmador y los Llamadores de Formentera, con solo 2 m de profundidad, está cerrado a la navegación.

## Islotes relevantes
- Isla de Es Penjats
- Isla de Espalmador